# Дерслав Конопка
Дерслав Конопка гербу Богорія (іноді Дереслав, Дзерслав з Кожухова (Плзенська земля); пом. 1433/34 — польський шляхтич, урядник в руських (українських) землях Королівства Польського.

## Життєпис
Дослідник Трайдос вважав його ідентичним із Дзерславом зі Влостовиць гербу Окша, але це твердження не підтримали дослідники Куртика, Янас, Клачевський і Сохацька. У джерелах згаданий від 1380 до 1433—1434 років. Посідав населені пункти: Кожухів, Маркушова, Козьлувек, Неводна, Ясьляни, Гвіздець (Ґвоздзець) на галицько-малопольському прикордонні.
Уряди (посади): бурґграф бжесць-куявський (згадка 1380), кам'янецький (подільський, 1402), червоногродський староста (на думку Янаса, Куртики); замковий воєвода (на думку Адама Бонецького, бурґграф) 1404—1405 року.
У надавчій грамоті короля Ягайла 1391 року дяку Леню (Грушевський вважав його не простим дяком, а урядником — писарем, лат. Lyen Dyak) на село Голинь у Жидачівській землі записаний серед її свідків.
23 червня 1402 року Грицько Кердей у Вислиці дав зобов'язання королю Ягайлові передати замок у Кам'янці та в інших подільських містах його «відпоручникові» — Конопці Дерславові. Щоправда, К. Стадніцький, А. Бонецький датували запис Г. Кердея 1404 роком. Никандр Молчановський стверджував, що в серпні 1402 Ягайло та Грицько Кердеєвич уклали таємну угоду щодо здачі Кам'янця та інших подільських міст.
В одному з документів (дозвіл короля галицькому латинському архиєпископу Якубові Стрепі закласти рибний став та звести млин на Золотій Липі, 1404 року) підписався як воєвода червоногродський; посаду К. Стадніцький називав як староста.
Польський історик, граф Казімеж Стадніцький свого часу стверджував: 1) не відомо, який час Міхал Абданк тримав Бучач, а відсутність документів не дозволяла ствердити про те, хто отримав місто після його смерти; 2) у 1417 році шляхтич Дерслав Конопка — власник міст Бучач і пол. Załosie — відпродав їх Теодорикові з Язловця. При цьому дослідник покликався на документ із приватної збірки.